# North Las Vegas
North Las Vegas je město v okrese Clark County ve státě Nevada ve Spojených státech amerických. Žije zde přibližně 263 tisíc obyvatel. Město je součástí metropolitní oblasti Las Vegas a leží asi čtyři kilometry severovýchodně od centra Las Vegas.
V roce 1919 zde zakoupil pozemky Thomas Williams, který zde vybudoval dům pro svoji rodinu. Zároveň zbytek půdy připravil pro osídlení a nechal sem z Las Vegas postavit elektrické vedení. Městská samospráva byla zřízena v roce 1946.
Městem prochází dálnice Interstate 15.